# Johann Christian Krüger
Johann Christian Krüger (Berlino, 14 novembre 1723 – Amburgo, 23 agosto 1750) è stato uno scrittore tedesco.
Studiò teologia a Halle, ma nel 1742 abbandonò gli studi, optando per una carriera letteraria drammatica di stampo illuministico.
La sua produzione fu infatti basata su drammi contro l'ignoranza ed il fanatismo. Morì prematuramente ad Amburgo.

## Opere
- Die Geistlichen auf dem Lande (1743)
- Die Kandidaten oder die Mittel zu einem Amt zu gelangen (1742)
- Der blinde Ehemann
- Der verehelichte Philosoph
- Der Teufel ein Bärenhäuter
- Herzog Michel